# Llista d'episodis de Sí, ministre i Sí, primer ministre
Llista d'episodis de la sèrie britànica Sí, ministre i la seva continuació Sí, primer ministre, emesa per la BBC entre 1980 i 1988. A Catalunya es va emetre en català a través de TV3 a partir de 1984.

## Episodis deSí, ministre

### Primera temporada
| Episodi | Episodi temporada | Títol                                         | Data d'emissió original | Data d'emissió a Catalunya |
| --- | ----------------- | --------------------------------------------- | ----------------------- | -------------------------- |
| 1 | 1                 | «Govern obert» «Open Government»              | 25 de febrer de 1980    | 20 de gener de 1984        |
| El compromís idealista del nou ministre d'obrir les portes del seu departament troba el seu primer obstacle: Sir Humphrey i el funcionariat. |                   |                                               |                         |                            |
| 2 | 2                 | «La visita oficial» «The Official Visit»      | 3 de març de 1980       | 27 de gener de 1984        |
| Jim Hacker acull amb satisfacció la visita del nou president de Buranda, un vell amic de la universitat que té la seva pròpia agenda.        |                   |                                               |                         |                            |
| 3 | 3                 | «La campanya d'economia» «The Economy Drive»  | 10 de març de 1980      | 3 de febrer de 1984        |
| Hacker planeja reduir el funcionariat - però Sir Humphrey l'obliga a donar un exemple personal.                                              |                   |                                               |                         |                            |
| 4 | 4                 | «El pare pedaç» «Big Brother»                 | 17 de març de 1980      | 10 de febrer de 1984       |
| Sir Humphrey s'oposa a una nova base de dades nacional integrada.                                                                            |                   |                                               |                         |                            |
| 5 | 5                 | «Està escrit» «The Writing on the Wall»       | 24 de març de 1980      | 17 de febrer de 1984       |
| L'amenaça de la abolició de les forces DAA farà que en Hacker i Sir Humphrey treballin plegats.                                              |                   |                                               |                         |                            |
| 6 | 6                 | «El dret a la informació» «The Right to Know» | 31 de març de 1980      | 24 de febrer de 1984       |
| Una colònia de teixons amenaçadora demostra que Sir Humphrey ha de ser selectiu en el que li diu al ministre.                                |                   |                                               |                         |                            |
| 7 | 7                 | «Càrrecs per als amics» «Jobs for the Boys»   | 7 d'abril de 1980       | 2 de març de 1984          |
| En Hacker es capfica en el projecte maleït de construcció d'un edifici i descobreix que es necessiten a dos per fer una aliança.             |                   |                                               |                         |                            |

### Segona temporada
| Episodi | Episodi temporada | Títol                                                | Data d'emissió original | Data d'emissió a Catalunya |
| --- | ----------------- | ---------------------------------------------------- | ----------------------- | -------------------------- |
| 8 | 1                 | «La societat compassiva» «The Compassionate Society» | 23 de febrer de 1981    | 9 de març de 1984          |
| En Hacker està preocupat ja que el seu hospital nou equipat amb les darreres novetats no té pacients. A més, aprèn el poder de les aliances.                                    |                   |                                                      |                         |                            |
| 9 | 2                 | «Fer els honors» «Doing the Honours»                 | 2 de març de 1981       | 16 de març de 1984         |
| En Hacker planeja reduir els salaris dels funcionaris que no redueixin els seus pressupostos.                                                                                   |                   |                                                      |                         |                            |
| 10 | 3                 | «Objectiu dels terroristes» «The Death List»         | 9 de març de 1981       | 23 de març de 1984         |
| El ministre es veu obligat a canviar el seu punt de vista sobre les intervencions i les escoltes telefòniques després d'una amenaça de mort.                                    |                   |                                                      |                         |                            |
| 11 | 4                 | «La cucanya» «The Greasy Pole»                       | 16 de març de 1981      | 30 de març de 1984         |
| Els plans per a una nova fàbrica química depenen dels resultats d'un informe "independent".                                                                                     |                   |                                                      |                         |                            |
| 12 | 5                 | «Qui del llop en parla» «The Devil You Know»         | 23 de març de 1981      | 6 d'abril de 1984          |
| Una remodelació ministerial coincideix amb una vacant a Brussel·les. En Hacker es pregunta a qui té al cap el primer ministre per a ocupar-la.                                  |                   |                                                      |                         |                            |
| 13 | 6                 | «Qüestió de lleialtat» «A Question of Loyalty»       | 30 de març de 1981      | 13 d'abril de 1984         |
| En Hacker es compromet a mantenir oberta una granja de la ciutat que Sir Humphrey ha donat permís per ser demolida per tal de crear un aparcament per als inspectors d'Hisenda. |                   |                                                      |                         |                            |
| 14 | 7                 | «La qualitat de vida» «Jobs for the Boys»            | 6 d'abril de 1981       | 10 d'octubre de 1984       |
| En Hacker i Sir Humphrey són cridats per un comitè selecte per tal de donar explicacions sobre despeses del govern desaprofitades.                                              |                   |                                                      |                         |                            |

### Tercera temporada
| Episodi | Episodi temporada | Títol                                                                              | Data d'emissió original | Data d'emissió a Catalunya |
| --- | ----------------- | ---------------------------------------------------------------------------------- | ----------------------- | -------------------------- |
| 15 | 1                 | «Igualtat d'oportunitats» «Equal Opportunities»                                    | 11 de novembre de 1982  | 27 de novembre de 1987     |
| Sir Humphrey no veu amb bons ulls el pla del ministre per la paritat entre homes i dones.                                                    |                   |                                                                                    |                         |                            |
| 16 | 2                 | «El repte» «The Challenge»                                                         | 18 de novembre de 1982  | 4 de desembre de 1987      |
| Els refugis antiatòmics amarguen la croada d'en Hacker per tal que les autoritats locals siguin responsables del seu cost.                   |                   |                                                                                    |                         |                            |
| 17 | 3                 | «L'esquelet a l'armari / El secret de Sir Humphrey» «The Skeleton in the Cupboard» | 25 de novembre de 1982  | 11 de desembre de 1987     |
| Estan a punt de fer-se públics detalls del contracte de defensa dels anys 50, cosa que posa nerviós a Sir Humphrey.                          |                   |                                                                                    |                         |                            |
| 18 | 4                 | «La dimensió Moral» «The Moral Dimension»                                          | 2 de desembre de 1982   | 18 de desembre de 1987     |
| Després de signar una comanda d'exportació molt important a Qumran, en Hacker és molesta en descobrir que es va obtenir a través del suborn. |                   |                                                                                    |                         |                            |
| 19 | 5                 | «Un camí d'espines / El llit de claus» «The Bed of Nails»                          | 9 de desembre de 1982   | 25 de desembre de 1987     |
| En Hacker es anomenat Transport Supremo i aviat es preguntarà si paga la pena tenir el títol.                                                |                   |                                                                                    |                         |                            |
| 20 | 6                 | «La mala consciència» «The Whisky Priest»                                          | 16 de desembre de 1982  | 8 de gener de 1988         |
| en Hacker s'encara a un dilema moral quan s'assabenta que les bombes britàniques acaben en mans de terroristes italians.                     |                   |                                                                                    |                         |                            |
| 21 | 7                 | «L'estafa de la classe mitjana» «The Middle-Class Rip-Off»                         | 23 de desembre de 1982  | 15 de gener de 1988        |
| Sir Humphrey s'indigna amb els plans d'en Hacker per subvencionar el seu equip de futbol local.                                              |                   |                                                                                    |                         |                            |

### Especials
| Episodi | Episodi temporada | Títol                            | Data d'emissió original | Data d'emissió a Catalunya |
| --- | ----------------- | -------------------------------- | ----------------------- | -------------------------- |
| - | 1                 | «Christmas Sketch»               | 27 de desembre de 1982  | -                          |
| Sir Humphrey té un missatge especial de cap d'any pel ministre, escrit de forma encara més vaga que l'habitual.(Sketch de dos minuts emès a BBC One com a part de l'especial de Nadal The Funny Side of Christmas)                                                     |                   |                                  |                         |                            |
| - | 2                 | «El partit en joc» «Party Games» | 17 de desembre de 1984  | 22 de gener de 1988        |
| La inesperada renuncia del primer ministre fa començar la carrera per a la successió i en Hacker, com a president del partit, està en una posició privilegiada. El funcionariat, ara liderat per Sir Humphrey, té la seva pròpia agenda. (Episodi especial d'una hora) |                   |                                  |                         |                            |

## Episodis deSí, primer ministre

### Primera temporada
| Episodi | Episodi temporada | Títol                                                            | Data d'emissió original | Data d'emissió a Catalunya |
| --- | ----------------- | ---------------------------------------------------------------- | ----------------------- | -------------------------- |
| 1 | 1                 | «El gran projecte» «The Grand Design»                            | 9 de gener de 1986      | 8 de juliol de 1988        |
| Jim Hacker descobreix que el preu de convertir-se en dirigent del seu país és la responsabilitat de pitjar el botó, és a dir, el llançament de míssils nuclears. |                   |                                                                  |                         |                            |
| 2 | 2                 | «El missatge del primer ministre» «The Ministerial Broadcast»    | 16 de gener de 1986     | 15 de juliol de 1988       |
| Jim Hacker defensa la seva nova estratègia de defensa a la televisió nacional. El tractament d'imatge a què és sotmès dona peu a una sàtira divertida sobre la persuasió en els mitjans de comunicació. A Sir Humphrey li preocupa més què dirà que no pas com ho dirà. |                   |                                                                  |                         |                            |
| 3 | 3                 | «Una cortina de fum» «The Smoke Screen»                          | 23 de gener de 1986     | 22 de juliol de 1988       |
| El primer ministre està a favor d'un pla del ministeri de Sanitat per eliminar el tabaquisme apujant els impostos, però els funcionaris s'horroritzen de pensar els milions que deixarà d'ingressar l'Estat si la gent no fuma. |                   |                                                                  |                         |                            |
| 4 | 4                 | «La clau» «The Key»                                              | 30 de gener de 1986     | 29 de juliol de 1988       |
| La decisió de Sir Humphrey de canviar de lloc el despatx de l'assessor polític del primer ministre provoca una batalla i les queixes de l'afectat al primer ministre, que li retreu que permeti a Sir Humphrey ser cada cop més dominant. En ple enfrontament, fins i tot Bernard, el secretari particular, es planteja per primera vegada dur la contrària a Sir Humphrey. |                   |                                                                  |                         |                            |
| 5 | 5                 | «Tots som socis» «A Real Partnership»                            | 6 de febrer de 1986     | 5 d'agost de 1988          |
| Sir Humphrey ha de superar una demanda de retribució de la funció pública i, al mateix temps, desacredita el seu proponent. |                   |                                                                  |                         |                            |
| 6 | 6                 | «Una victòria en pro de la democràcia» «A Victory for Democracy» | 13 de febrer de 1986    | 12 d'agost de 1988         |
| Jim Hacker té el seu primer conflicte com a primer ministre amb el ministeri d'Afers Exteriors. Considera que s'ha d'actuar per impedir que una illa de la Commonwealth caigui en mans de marxistes. Precisament Sir Humphrey i el ministeri d'Afers Exteriors han conspirat per amagar-li la situació.                                                                     |                   |                                                                  |                         |                            |
| 7 | 7                 | «Gambit de bisbe» «The Bishop's Gambit»                          | 20 de febrer de 1986    | 19 d'agost de 1988         |
| Una infermera britànica amb problemes a Qumran i un bisbat vacant es combinen per proporcionar una oportunitat a Sir Humphrey. |                   |                                                                  |                         |                            |
| 7 | 7                 | «Un dels nostres» «One of Us»                                    | 27 de febrer de 1986    | 26 d'agost de 1988         |
| Es revela que l’antic cap del MI5 és un espia, Sir Humphrey podria resultar implicat en l'escàndol, ja que va ser secretari d'una comissió oficial d'investigació que havia determinat la innocència de l'acusat. |                   |                                                                  |                         |                            |

### Segona temporada
| Episodi | Episodi temporada | Títol                                                            | Data d'emissió original | Data d'emissió a Catalunya |
| --- | ----------------- | ---------------------------------------------------------------- | ----------------------- | -------------------------- |
| 8 | 1                 | «Home a l'aigua» «Man Overboard»                                 | 3 de desembre de 1987   | 2 de setembre de 1988      |
| Sir Humphrey lluita contra el pla del secretari d’Ocupació de reubicar el personal de servei posant en dubte la lleialtat del ministre.                                                                               |                   |                                                                  |                         |                            |
| 9 | 2                 | «Secrets oficials» «Official Secrets»                            | 10 de desembre de 1987  | 9 de setembre de 1988      |
| L'anterior primer ministre escriu les seves memòries i ha de demanar autorització perquè la seva publicació no afecti la seguretat nacional. Això permet saber que en un capítol Jim no en surt gaire ben parat...    |                   |                                                                  |                         |                            |
| 10 | 3                 | «Incident diplomàtic» «A Diplomatic Incident»                    | 17 de desembre de 1987  | 16 de setembre de 1988     |
| Per millorar la seva imatge pública, Jim vol que els francesos firmin l'acord sobre l'Eurotúnel, però es troba amb dificultats.                                                                                       |                   |                                                                  |                         |                            |
| 11 | 4                 | «Conflicte d'interessos» «A Conflict of Interest»                | 23 de desembre de 1987  | 23 de setembre de 1988     |
| Una gran crisi financera a la City sembla que fa trontollar el govern. La proximitat de la conferència del partit demana una acció ferma per part d'un primer ministre decidit. Però Sir Humphrey no hi està d'acord. |                   |                                                                  |                         |                            |
| 12 | 5                 | «Poder del poble» «Power to the People»                          | 7 de gener de 1988      | 30 de setembre de 1988     |
| Sir Humphrey i el líder del Consell de Houndsworth es converteixen en estranys aliats quan Hacker intenta reformar el govern local.                                                                                   |                   |                                                                  |                         |                            |
| 13 | 6                 | «El mecenes» «The Patron of the Arts»                            | 14 de gener de 1988     | 7 d'octubre de 1988        |
| El matí del mateix dia que, a la nit, Jim ha d'assistir al lliurament dels premis del Teatre Britànic, ha d'anunciar una retallada dràstica de les subvencions artístiques.                                           |                   |                                                                  |                         |                            |
| 14 | 7                 | «El servei d'educació nacional» «The National Education Service» | 21 de gener de 1988     | 14 d'octubre de 1988       |
| Quan el Departament d’Educació i Ciència s'interposa en la reforma, Hacker decideix abolir-la. |                   |                                                                  |                         |                            |
| 15 | 8                 | «Martingales» «The Tangled Web»                                  | 28 de gener de 1988     | 21 d'octubre de 1988       |
| La necessitat de millorar els nivells educatius porta Jim a presentar un pla a sir Humphrey, en la seva qualitat de secretari i cap de l'Administració, que resulta conflictiu.                                       |                   |                                                                  |                         |                            |